# 濟藤友明
濟藤 友明（さいとう ともあき、1948年 - ）は、日本の経営学者、実業家。株式会社The MOT Company代表取締役CEO。東京理科大学経営研究所所長、ティー・ユー・エス・ネット株式会社代表取締役、日本モノづくり学会代表理事等も歴任。日経優秀製品・サービス賞受賞。

## 人物・経歴
東京生まれ。1981年一橋大学大学院商学研究科博士課程単位修得退学。指導教官は米川伸一。1981年工学院大学経営学部専任講師。1984年工学院大学経営学部助教授。1993年東京理科大学経営学部教授。2004年東京理科大学大学院総合科学技術経営研究科教授。東京理科大学経営研究所所長なども務めた。
この間、2002年に学内ベンチャーとしてティー・ユー・エス・ネット株式会社を設立し同社代表取締役に就任。2004年には同社で日経優秀製品・サービス賞受賞。2005年から2006年までNPO法人日本モノづくり学会代表理事。2013年大学を退職し株式会社The MOT Companyを設立、代表取締役CEO。